# دن پاین (نویسنده)
دن پاین (انگلیسی: Don Payne; ۵ مهٔ ۱۹۶۴ – ۲۶ مارس ۲۰۱۳) یک فیلم‌نامه‌نویس، و تهیه‌کننده اهل ایالات متحده آمریکا بود.
او چندین قسمت از سیمپسون‌ها را پس از سال ۲۰۰۰ نوشته‌است که بسیاری از آنها را با جان فرینک که در حین تحصیل در دانشگاه کالیفرنیا، لس آنجلس با او آشنا شد، نوشت. این دو کار خود را با نوشتن برای کمدی Hope and Gloria آغاز کردند.